# Liste der Nummer-eins-Hits in Japan (2005)
Vom 1. Januar 2005 bis zum 31. Dezember 2005. Die letzte Woche im Jahr fällt mit der ersten Woche des neuen Jahres zusammen. Angegeben sind die Verkaufszahlen der jeweiligen Nummer 1 in ihrer Woche. Alle Angaben basieren auf den offiziellen japanischen Charts von Oricon.
| Singles | Alben |
| --- | --- |
| - KinKi Kids - Anniversary - 355.439 / 107.856 - 2 Wochen (20. Dezember 2004 – 9. Januar 2005) - L'Arc~en~Ciel - Killing Me - 120.073 - 1 Woche (10. Januar – 16. Januar) - SMAP - Tomodachi e: Say What You Will - 240.576 - 1 Woche (17. Januar – 23. Januar) - Toraji Haiji - Fantastipo - 202.200 / 68.846 - 2 Wochen (24. Januar – 6. Februar) - Hikawa Kiyoshi - Hatsukoi Ressha - 78.438 - 1 Woche (7. Februar – 13. Februar) - Ketsumeishi - Sakura - 210.336 - 1 Woche (14. Februar – 20. Februar) - Orange Range - *: Asterisk - 328.220 / 126.912 - 2 Wochen (21. Februar – 6. März) - B’z - Ai no Bakudan - 200.023 - 1 Woche (7. März – 13. März) - NEWS - Cherish - 187.729 - 1 Woche (14. März – 20. März) - Arashi - Sakura Sake - 115.114 - 1 Woche (21. März – 27. März) - BoA - Do the Motion - 66.749 - 1 Woche (28. März – 3. April) - L'Arc~en~Ciel - New World - 131.181 - 1 Woche (4. April – 10. April) - Takahashi Hitomi- Bokutachi no Yukue - 60.445 - 1 Woche (11. April – 17. April) - Ayumi Hamasaki - Step You / Is This Love? - 164.008 / 68.977 - 2 Wochen (18. April – 1. Mai) - Tackey & Tsubasa - Kamen / Mirai Koukai - 75.703 - 1 Woche (2. Mai – 8. Mai) - Ai Ōtsuka - Smily / Biidama - 110.512 - 1 Woche (9. Mai – 15. Mai) - L'Arc~en~Ciel - Jojoushi - 110.513 - 1 Woche (16. Mai – 22. Mai) - Orange Range - Love Parade - 223.534 / 80.340 - 2 Wochen (23. Mai – 5. Juni) - Orange Range - Onegai! Señorita - 242.062 - 1 Woche (6. Juni – 12. Juni) - KinKi Kids - Veludo no Yami - 260.901 - 1 Woche (13. Juni – 19. Juni) - V6 - Utao-Utao - 124.290 - 1 Woche (20. Juni – 26. Juni) - Mr. Children - Four Dimensions - 569.116 / 141.107 - 2 Wochen (27. Juni – 10. Juli) - NEWS - Teppen - 180.289 - 1 Woche (11. Juli – 17. Juli) - Glay x Exile - Scream - 305.795 - 1 Woche (18. Juli – 24. Juli) - SMAP - Bang! Bang! Vacance! - 235.038 - 1 Woche (25. Juli – 31. Juli) - Ayumi Hamasaki - Fairyland - 172.221 - 1 Woche (1. August – 7. August) - B’z - Ocean - 264.925 - 1 Woche (8. August – 14. August) - T.M.Revolution - Vestige - 121.599 - 1 Woche (15. August – 21. August) - Orange Range - Kizuna - 218.513 - 1 Woche (22. August – 28. August) - Nana Starring Mika Nakashima - Glamorous Sky - 120.202 / 90.709 - 2 Wochen (29. August – 11. September) - Ayumi Hamasaki - Heaven - 168.540 - 1 Woche (12. September – 18. September) - Ai Ōtsuka - Planetarium - 90.567 - 1 Woche (19. September – 25. September) - Hikaru Utada - Be My Last - 80.064 - 1 Woche (26. September – 2. Oktober) - HYDE - Countdown - 64.037 - 1 Woche (3. Oktober – 9. Oktober) - V6 - Orange - 72.434 - 1 Woche (10. Oktober – 16. Oktober) - DEF.DIVA - Suki Sugite Baka Mitai - 26.353 - 1 Woche (17. Oktober – 23. Oktober) - Ken Hirai - Pop Star - 70.681 - 1 Woche (24. Oktober – 30. Oktober) - Shuuji to Akira - Seishun Amigo - 520.419 / 250.108 - 2 Wochen (31. Oktober – 13. November, insgesamt 3 Wochen) - Arashi - Wish - 177.528 - 1 Woche (14. November – 20. November) - SMAP - Triangle - 181.908 - 1 Woche (21. November – 27. November) - Ayumi Hamasaki - Bold & Delicious / Pride - 83.708 - 1 Woche (28. November – 4. Dezember) - Kumi Kōda - You - 72.111 - 1 Woche (5. Dezember – 11. Dezember) - Exile - Tada...Aitakute - 254.407 - 1 Woche (12. Dezember – 18. Dezember) - KinKi Kids - Snow! Snow! Snow! - 230.384 - 1 Woche (19. Dezember – 25. Dezember) - Shuuji to Akira - Seishun Amigo - 108.006 - 1 Woche (26. Dezember 2005 – 8. Januar 2006, insgesamt 3 Wochen) | - KinKi Kids - KinKi Single Selection 2 - 356.117 - 1 Woche (28. Dezember 2004 – 9. Januar 2005) - Exile - Perfect Best - 970.126 - 1 Woche (10. Januar – 16. Januar) - SPITZ - Souvenir - 175.815 - 1 Woche (17. Januar – 23. Januar) - Glay - White: Ballad Best Singles - 175.815 - 1 Woche (24. Januar – 30. Januar) - Chemistry - Hot Chemistry - 104.856 - 1 Woche (31. Januar – 6. Februar) - BoA - Best of Soul - 489.067 - 1 Woche (7. Februar – 13. Februar) - Love Psychedelico - Early Times - 201.354 / 90.341 - 2 Wochen (14. Februar – 27. Februar) - YUKI - Joy - 135.624 - 1 Woche (28. Februar – 6. März) - Aiko - Yume no Naka no Massugu na Michi - 254.756 - 1 Woche (7. März – 13. März) - Mika Nakashima - Music - 231.521 / 88.024 - 2 Wochen (14. März – 27. März) - Def Tech - Def Tech - 75.346 / 82.459 - 2 Wochen (28. März – 10. April, insgesamt 4 Wochen) - B’z - The Circle - 345.041 - 1 Woche (11. April – 17. April) - ZONE - E: Complete A Side Singles - 98.362 - 1 Woche (18. April – 24. April) - NEWS - Touch - 164.016 - 1 Woche (25. April – 1. Mai) - Def Tech - Def Tech - 99.236 - 1 Woche (2. Mai – 8. Mai, insgesamt 4 Wochen) - Nami Tamaki - Make Progress - 92.154 - 1 Woche (9. Mai – 15. Mai) - Def Tech - Def Tech - 62.532 - 1 Woche (16. Mai – 22. Mai, insgesamt 4 Wochen) - Oasis - Don’t Believe the Truth - 95.026 - 1 Woche (23. Mai – 29. Mai) - w-inds. - Ageha - 76.514 - 1 Woche (30. Mai – 5. Juni) - Yuzu - Home (1997-2000) - 320.541 - 1 Woche (6. Juni – 12. Juni) - Oda Kazumasa- Soukana - 171.026 - 1 Woche (13. Juni – 19. Juni) - L'Arc~en~Ciel - Awake - 225.137 - 1 Woche (20. Juni – 26. Juni) - Ketsumeishi - Ketsu no Police 4 - 947.826 / 308.057 / 220.916 - 3 Wochen (27. Juni – 17. Juli) - Sukima Switch - Kuso Clip - 146.180 - 1 Woche (18. Juli – 24. Juli) - SMAP - Sample Bang! - 285.236 - 1 Woche (25. Juli – 31. Juli) - Arashi - One - 121.187 - 1 Woche (1. August – 7. August) - O-Zone - Disco-Zone: Koi no Maiahi - 44.440 / 66.761 - 2 Wochen (8. August – 21. August) - M-Flo - Beat Space Nine - 140.823 - 1 Woche (22. August – 28. August) - Rip Slyme - Good Job! - 350.054 - 1 Woche (29. August – 4. September) - Dragon Ash - Rio de Emocion - 93.258 - 1 Woche (5. September – 11. September) - Bon Jovi - Have a Nice Day - 123.410 - 1 Woche (12. September – 18. September) - Mr. Children - I ♥ U - 686.688 - 1 Woche (19. September – 25. September) - Kumi Kōda - Best: First Things - 195.290 - 1 Woche (26. September – 2. Oktober) - Southern All Stars - Killer Street - 633.490 - 1 Woche (3. Oktober – 9. Oktober) - Orange Range - Иatural - 510.473 / 165.752 - 2 Wochen (10. Oktober – 23. Oktober) - Destiny’s Child - #1's - 154.859 - 1 Woche (24. Oktober – 30. Oktober) - Various Artists - Gundam Seed Best - 194.233 - 1 Woche (31. Oktober – 6. November) - Bennie K - Japana-Rhythm - 178.919 - 1 Woche (7. November – 13. November) - KinKi Kids - H album: Hand - 245.681 - 1 Woche (14. November – 20. November) - Ken Hirai - Utabaka 10th Anniversary Single Collection - 927.989 - 1 Woche (21. November – 27. November) - B’z - The Best "Pleasure II" - 761.640 - 1 Woche (28. November – 4. Dezember) - Mika Nakashima - Best - 480.097 - 1 Woche (5. Dezember – 11. Dezember) - Otsuka Ai - Love Cook - 334.812 - 1 Woche (12. Dezember – 18. Dezember) - Kobukuro - Nameless World - 252.975 - 1 Woche (19. Dezember – 25. Dezember) - Ayumi Hamasaki - (Miss)understood - 653.830 - 1 Woche (26. Dezember 2005 – 8. Januar 2006) |

## Jahreshitparaden
Vom 1. Dezember 2004 bis zum 1. Dezember 2005. Die offiziellen japanischen Jahrescharts 2005 von Oricon umfassen 52 Wochen. Angegeben sind die erreichten Verkaufszahlen der Produkte in diesem Zeitraum.
| Singles | Alben |
| --- | --- |
| 1. Shuuji to Akira - Seishun Amigo – 945.315 2. Ketsumeishi – Sakura - 942.675 3. Mr.Children – Four Dimensions - 924.379 4. ORANGE RANGE – *: Asterisk - 628.329 5. Glay x Exile – Scream - 537.783 6. KinKi Kids - Anniversary - 525.905 7. B’z – Ocean - 505.649 8. Orange Range – Love Parade - 447.393 9. Toraji Haiji - Fantastipo - 427.043 10. Nana Starring Mika Nakashima – Weeeek - 423.593 11. Orange Range – Onegai! Señorita - 417.464 12. Orange Range – Kizuna - 410.924 13. D-51 – No More Cry - 401.461 14. SMAP – Bang! Bang! Vacance! - 396.749 15. Kobukuro – Koko ni Shika Sakanai Hana - 376.904 16. Southern All Stars – Ai to Yokubo no Hibi / Lonely Woman - 371.706 17. SMAP – Tomodachi e: Say What You Will - 365.011 18. Bennie K – Dreamland - 348.682 19. Ayumi Hamasaki – Step You / Is This Love? - 345.340 20. Reira Starring Yuna Itō – Endless Story - 345.112 | 1. Orange Range – Musiq - 2.630.763 2. Ketsumeishi – Ketsu no Police 4 - 1.915.233 3. Ken Hirai – Sentimentalovers - 1.660.885 4. Def Tech – Def Tech - 1.657.631 5. Exile – Perfect Best - 1.438.889 6. Kumi Kōda – Best: First Things - 1.207.793 7. Ayumi Hamasaki – My Story - 1.131.776 8. Mr. Children – I ♥ U - 1.068.773 9. BoA – Best of Soul - 1.060.039 10. Southern All Stars – Killer Street - 1.025.091 11. Orange Range – Natural - 848.776 12. O-Zone – Disco-Zone - 809.739 13. Yuzu – Home (1997-2000) - 635.336 14. Def Tech – Lokahi Lani - 624.506 15. B’z – The Circle - 557.783 16. Mika Nakashima – Music - 545.820 17. KinKi Kids – KinKi Single Selection II - 544.594 18. Yuzu – Going (2001-2005) - 541.627 19. Backstreet Boys – Never Gone - 528.360 20. Rip Slyme – Good Job! - 522.800 |